# Christo Stoičkov
Christo Stoičkov (bulharsky Христо Стоичков * 8. února 1966, Plovdiv, Bulharsko) je fotbalový trenér a bývalý útočník, který byl členem bulharské reprezentace, se kterou na Mistrovství světa ve fotbale 1994 skončil na čtvrtém místě. Pelé ho roku 2004 zařadil mezi 125 nejlepších žijících fotbalistů. Figuruje na seznamu UEFA Jubilee 52 Golden Players.

## Úspěchy

### Klubové
- PFK CSKA Sofia
  - Bulharská liga: 1987, 1989, 1990
  - Bulharský fotbalový pohár: 1985, 1987, 1988, 1989
  - Bulharský superpohár: 1989
- Barcelona
  - La Liga: 1991, 1992, 1993, 1994, 1998
  - Supercopa de España: 1992, 1993, 1995, 1996
  - Liga mistrů UEFA: 1992
  - Superpohár UEFA: 1992, 1997
  - Copa del Rey: 1997
  - Pohár vítězů pohárů: 1997
- Al Nassr FC
  - Pohár vítězů pohárů AFC: 1998
- Chicago Fire
  - US Open Cup: 2000

### Individuální
- Bulharská liga - nejlepší střelec: 1989, 1990
- Zlatá kopačka: 1990 [4][5]
- Pohár vítězů pohárů - nejlepší střelec: 1989
- Zlatý míč: 1994 (1. místo), 1992 (2. místo)
- Mistrovství světa ve fotbale 1994, Zlatá kopačka = nejlepší střelec
- FIFA 100